# Nikolaos Spyropoulos
Nikolaos Leonidas Spyropoulos (griechisch Νικόλαος Σπυρόπουλος, * 10. Oktober 1983 in Ioannina) ist ein griechischer Fußballspieler.

## Karriere

### Verein
Spyropoulos, der auf der Position des linken Verteidigers spielt, begann seine Karriere bei PAS Ioannina aus Epirus. Mit PAS erlebte Spyropoulos zwischen 2000 und 2004 zwei Abstiege und einen Aufstieg in die griechische Super League. In diesem Zeitraum kam der Spieler zu lediglich 33 Einsätzen in der zweiten Liga. 2004 wechselte Spyrolpoulos ablösefrei zum griechischen Traditionsverein Panionios Athen. Bei Panionios schaffte es Spyropoulos sich auf Anhieb durchzusetzen und kam im UEFA-Pokal auf seine ersten Europacup-Einsätze, so dass der griechische Spitzenverein Panathinaikos Athen auf ihn aufmerksam wurde.
Im Sommer 2005 verpflichtete Panathinaikos Spyropoulos zusammen mit seinen Mitspielern Evangelos Mantzios und Alexandros Tziolis. Nachdem jedoch bei Spyropoulos die Einnahme verbotener Substanzen nachgewiesen wurde, trat der Verein von der Vereinbarung zurück und nahm lediglich Mantzios und Tziolis unter Vertrag. Im Laufe der folgenden drei Saisons etablierte sich Spyropoulos immer mehr zu einem Leistungsträger seines Vereins, spielte in der Saison 2007/2008 unter Trainer Ewald Lienen ein weiteres Mal im UEFA-Pokal und schaffte unter Otto Rehhagel den Sprung in die Griechische Nationalmannschaft. Im Januar 2008 wechselte Spyropoulos nach 68 Erstligaeinsätzen für Panionios schließlich mit zweieinhalbjähriger Verspätung für eine Ablösesumme von zwei Millionen Euro zu Panathinaikos – eine der höchsten die je für einen Spielerwechsel innerhalb der griechischen Liga gezahlt wurde. Bei Panathinaikos etablierte sich Spyropoulos von Beginn an als Stammspieler und gewann mit dem Verein 2010 neben der Meisterschaft auch den griechischen Pokal. Im Januar 2013 wechselte er zum italienischen Erstligisten Chievo Verona.

### Nationalmannschaft
Spyropoulos nahm an der Fußball-Europameisterschaft 2008 in Österreich und der Schweiz teil und kam im letzten Gruppenspiel gegen Spanien zum Einsatz. 2010 nahm Spyropoulos an der Weltmeisterschaft in Südafrika teil.

## Erfolge
- Griechischer Meister: 2009/10
- Griechischer Pokalsieger: 2009/10